# 2137 Priscilla
2137 Priscilla eller 1936 QZ är en asteroid i huvudbältet, som upptäcktes 24 augusti 1936 av den tyske astronomen Karl Wilhelm Reinmuth i Heidelberg. Den har fått sitt namn efter den amerikanska astronomen Priscilla Fairfield Bok.
Asteroiden har en diameter på ungefär 34 kilometer.